# 徳照寺 (神戸市)
徳照寺（とくしょうじ）は神戸市中央区中山手通8丁目5-23にある浄土真宗本願寺派の寺。山号は光谷山。本尊は阿弥陀如来。この寺の梵鐘は国の重要文化財に指定されている。

## 歴史

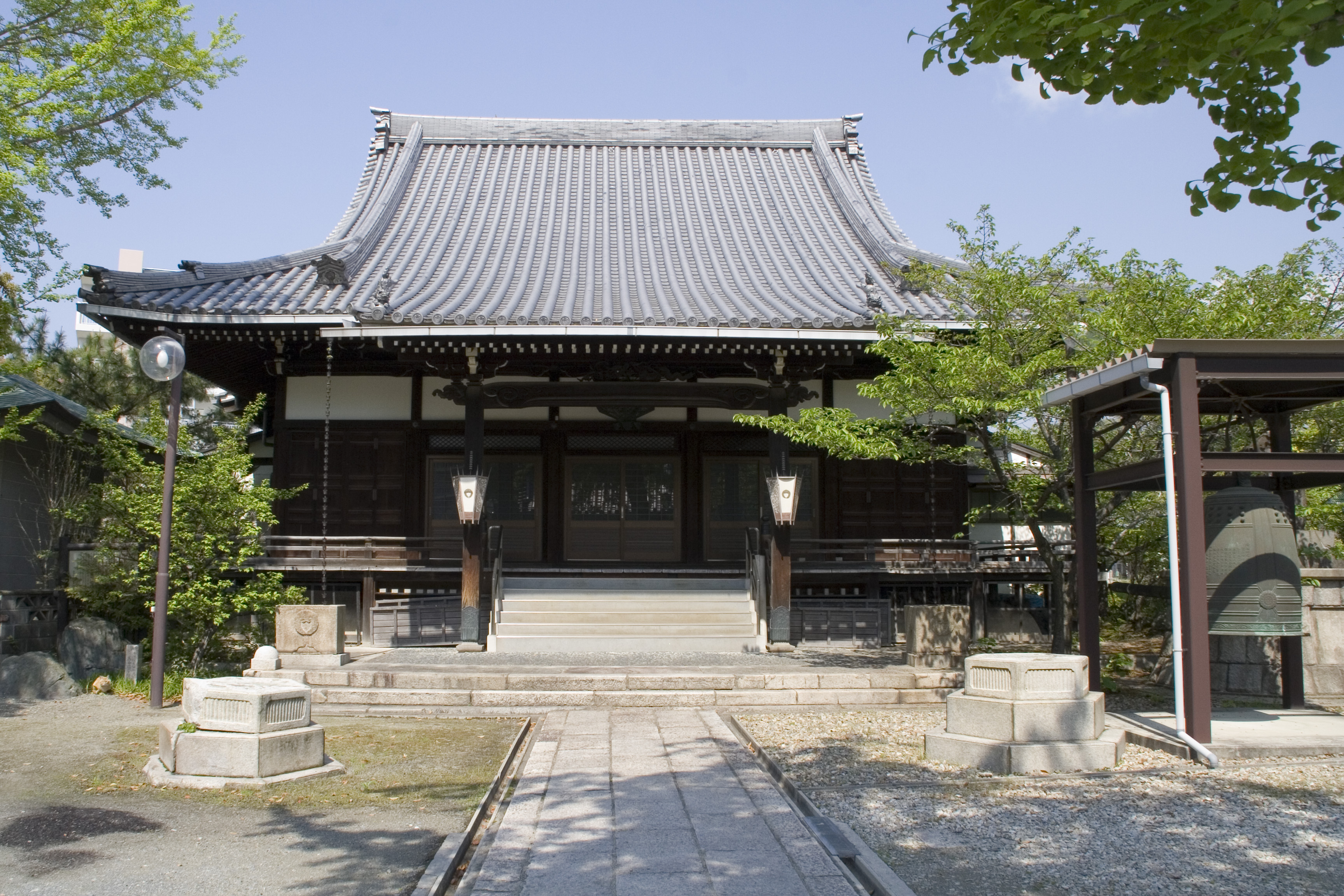
本堂

創立年代は不詳。もと天台宗の草案が蓮如の摂津・播磨巡錫の際に改宗されたものと言われている。
寺の縁起によれば慶長18年（1613年）頃ある浪人が出家してこの地に草庵を営んだのが始まりである。寺の記録によれば天保8年（1837年）に本堂が再建されたとある。
阪神・淡路大震災により庫裏や鐘楼が全壊し、本堂も屋根瓦が落ちるなど、境内の建物に大きな被害を受けた。

## 銅鐘
重要文化財。総高120.5cm。、口径75.1cm。鋳銅製。鐘身は胴張りがあり、四方に袈裟襷を設けて四区に分ける。竜頭は笠形をかみ、頭髪が上に伸び、双頭の接するところに宝珠を設ける。笠形は甲盛り高く上に二条の圏線を置く。上・下帯は連続唐草文を鋳出し、乳の間は四区。乳は半球形の頭部とラッパ型の頚部からなる茸状乳の形式とする。口縁には駒爪を作り出し、鐘身高に対する撞座高の比が25.1%と平安時代後期鐘よりも鎌倉時代鐘に近い数値を示すなど、鎌倉時代鐘の先例となる過渡期の特色が顕著に認められる。竜頭の方向と一致するように2つの撞座を配置する和鐘の典型的な形式は、紀年銘鐘のうちでは本鐘が最古である。内側に「智炬如来破地獄真言」と「宝楼閣随心陀羅尼」の四行の梵字と五輪塔一基が陽鋳されている。
池の間一区に陽鋳されている銘文によれば、大治4年（1129年）4月7日、多治比頼友によって鋳造され、36年を経て破損したので、長寛2年（1164年）7月2日尊智上人が改鋳したとある。
もと大和国添上郡にある真言宗御室派成身院の所蔵であったが、天保年間の本堂造営の時に大坂の商人から買い入れられた。